# Río Verde
Rio Verde er en by, der er lokaliseret i den sydlige centrale del af den mexicanske stat San Luis Potosi. Det er den femtestørste by i staten de fire større er San Luis Potosí, Soledad de Graciano Sánchez, Ciudad Valles, og Matehuala. Byen havde i 2005 en befolkning på 49.183, mens kommunen, som den tjener som hovedsæde for, havde en befolkning på 85.945 og et areal på 3.109,71 km².
Byen er især kendt for sin kilde Media Luna, som er et tidligere vulkansk krater. Det bliver meget brugt, at dykkere øver sig i det varme vand.
Byen er vokset hurtigt de sidste fire år. Rio Verde, som betyder "grøn flod", lever op til sit navn og giver et behageligt klima. Byen er også fødested for sangeren Ana Bárbara.
21°55′48″N 99°59′31″V / 21.93°N 99.992°V